# Dan Serfaty
Dan Serfaty (nacido el 5 de febrero de 1966 en Estrasburgo, Francia) es un empresario y hombre de negocios francés.
Es más conocido como ex cofundador y director ejecutivo de Viadeo, una red social profesional.

## Biografía
Después de graduarse del programa de Emprendimiento HEC Paris en 1987, Serfaty pasó dos años en el extranjero antes de comenzar su vida empresarial. En 1989 adquirió una empresa del sector turístico, que logró rentabilizar antes de venderla en 1991.
Al mismo tiempo, cofundó una empresa especializada en la distribución de prendas de vestir importadas de Asia, que vendió 10 años después.
En 2000 fundó Agregator, un club dedicado a emprendedores, cuyo objetivo es facilitar el intercambio de experiencias, ideas y contactos entre sus miembros. Curiosamente, la mayoría de los miembros de Agregator eran directores ejecutivos de pequeñas empresas financiadas con capital de riesgo, lo que les proporcionaba liquidez y rentabilidad de capital privado.
La experiencia Agregator fue el contexto en el que Dan desarrolló la idea de una red social orientada a los negocios, mientras trabajaba originalmente en algún software que permitiría a los miembros del club acceder a los contactos de los demás.
En 2004, junto con Thierry Lunati, cofundó Viaduc –el nombre original de Viadeo– invirtiendo una parte de los primeros 5 millones de euros recaudados para Agregator. En 2006, Viaduc pasó a llamarse Viadeo, lo que indica la ambición de la empresa de expandirse globalmente, que incluyó el lanzamiento de sus versiones en inglés e italiano. Hoy en día, con más de 60 millones de usuarios en todo el mundo, Viadeo se erige como la segunda red social profesional más grande.
En 2007, Viadeo se expandió a China con la adquisición de Tianji.com, un sitio de redes sociales local que en ese momento contaba con 1,3 millones de usuarios. Tianji.com aumentó rápidamente su base de usuarios, alcanzando los 8 millones en 2011.
En enero de 2016, tras un intento fallido de conquistar los mercados internacionales, Dan Serfaty abandonó la empresa, que pasó a manos de Le Figaro. Ese mismo año fundó Artur'In.
A partir de 2020, Dan se convirtió en copresidente de Keren Hayessod Francia, una organización benéfica que tiene como objetivo reducir la fractura social en Israel. Unos meses más tarde, Dan también se unió a la Junta de Gobernadores de la Agencia Judía para Israel.